# Merja-Riitta Stenroos
Merja-Riitta Stenroos, född 5 oktober 1963 i Helsinge, Finland, är en finlandssvensk författare och språkvetare.
Stenroos föddes i Finland men flyttade till Skottland för studier. Skrev en avhandling om medeltida dialekter i Herefordshire. Innehar en professur vid högskolan i Stavanger, Norge.

## Priser och utmärkelser
- Edith Södergran-priset 1985